# Mistrzostwa Europy w Lekkoatletyce 1974 – skok o tyczce mężczyzn

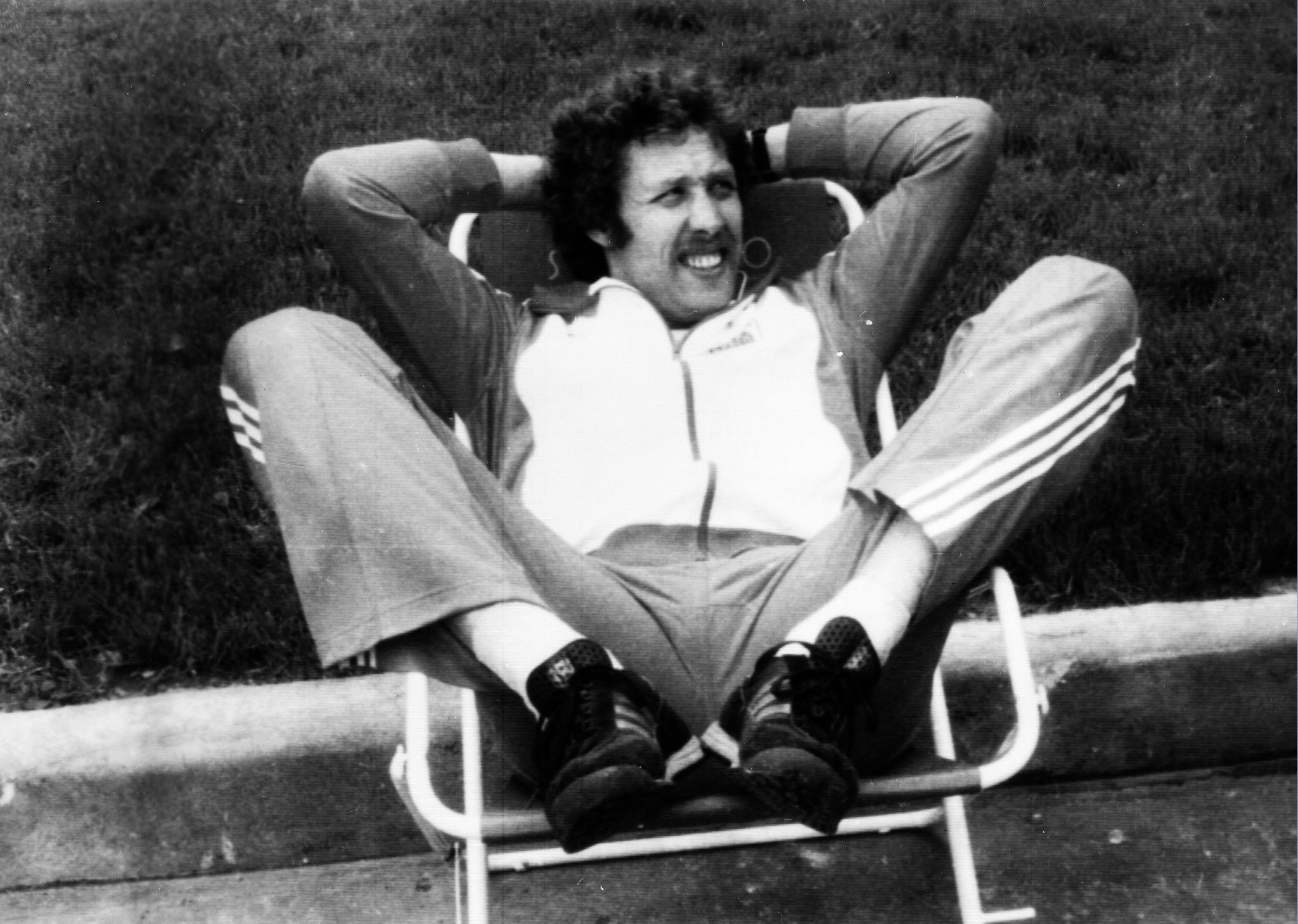
Władysław Kozakiewicz

Skok o tyczce mężczyzn był jedną z konkurencji rozgrywanych podczas XI mistrzostw Europy w Rzymie. Rozegrano od razu finał 6 września 1974 roku. Zwycięzcą tej konkurencji został reprezentant Związku Radzieckiego Władimir Kiszkun. W rywalizacji wzięło udział piętnastu zawodników z dziewięciu reprezentacji.

## Rekordy
| Rekord świata     | Bob Seagren (USA)      | 5,63 | Eugene, Stany Zjednoczone | 02.07.1972 |
| Rekord Europy     | Kjell Isaksson (SWE)   | 5,55 | Helsingborg, Szwecja      | 12.06.1972 |
| Rekord mistrzostw | Wolfgang Nordwig (GDR) | 2,21 | Helsinki, Finlandia       | 13.08.1971 |

## Wyniki

### Finał
| Poz. | Zawodnik              | Reprezentacja   | 4,80 | 4,90 | 5,00 | 5,10 | 5,20 | 5,30 | 5,35 | 5,40 | Wynik | Uwagi |
| ---- | --------------------- | --------------- | ---- | ---- | ---- | ---- | ---- | ---- | ---- | ---- | ----- | ----- |
| 01 ! | Władimir Kiszkun      | ZSRR            | –    | –    | o    | –    | xxo  | o    | xo   | xxx  | 5,35  | =     |
| 02 ! | Władysław Kozakiewicz | Polska          | –    | –    | xo   | –    | xo   | xo   | xo   | xxx  | 5,35  | =     |
| 03 ! | Jurij Isakow          | ZSRR            | –    | –    | o    | –    | o    | o    | xxx  |      | 5,30  |       |
| 4.   | Wojciech Buciarski    | Polska          | –    | –    | o    | –    | xo   | o    | xxx  |      | 5,30  |       |
| 4.   | Antti Kalliomäki      | Finlandia       | –    | –    | o    | –    | xo   | o    | –    | xxx  | 5,30  |       |
| 6.   | Kjell Isaksson        | Szwecja         | –    | –    | o    | –    | o    | xxo  | xxx  |      | 5,30  |       |
| 7.   | Jānis Lauris          | ZSRR            | –    | –    | o    | –    | o    | xxx  |      |      | 5,20  |       |
| 7.   | Tadeusz Ślusarski     | Polska          | –    | –    | o    | –    | o    | xxx  |      |      | 5,20  |       |
| 9.   | Patrick Abada         | Francja         | –    | xo   | –    | o    | xxx  |      |      |      | 5,10  |       |
| 10.  | Brian Hooper          | Wielka Brytania | o    | o    | xo   | xo   | xxx  |      |      |      | 5,10  |       |
| 11.  | François Tracanelli   | Francja         | –    | –    | xo   | xxx  |      |      |      |      | 5,00  |       |
| 12.  | Heinz Busche          | RFN             | o    | –    | xo   | xxx  |      |      |      |      | 5,00  |       |
| 13.  | Theodoros Tongas      | Grecja          | o    | –    | xxx  |      |      |      |      |      | 4,80  |       |
| 14.  | Silvio Fraquelli      | Włochy          | xxo  | –    | xxx  |      |      |      |      |      | 4,80  |       |
| –    | Mike Bull             | Wielka Brytania | –    | –    | xxx  |      |      |      |      |      | NM    |       |